# Gilberto de Sempringham
San Gilberto de Sempringham  (Sempringham, cerca de Bourne, c. 1083-4 de febrero de 1189) fue un sacerdote inglés, fundador de la orden monástica de los gilbertinos, la única orden religiosa nacida en la Gran Bretaña. Fue proclamado santo por Inocencio III poco después de su muerte.

## Biografía

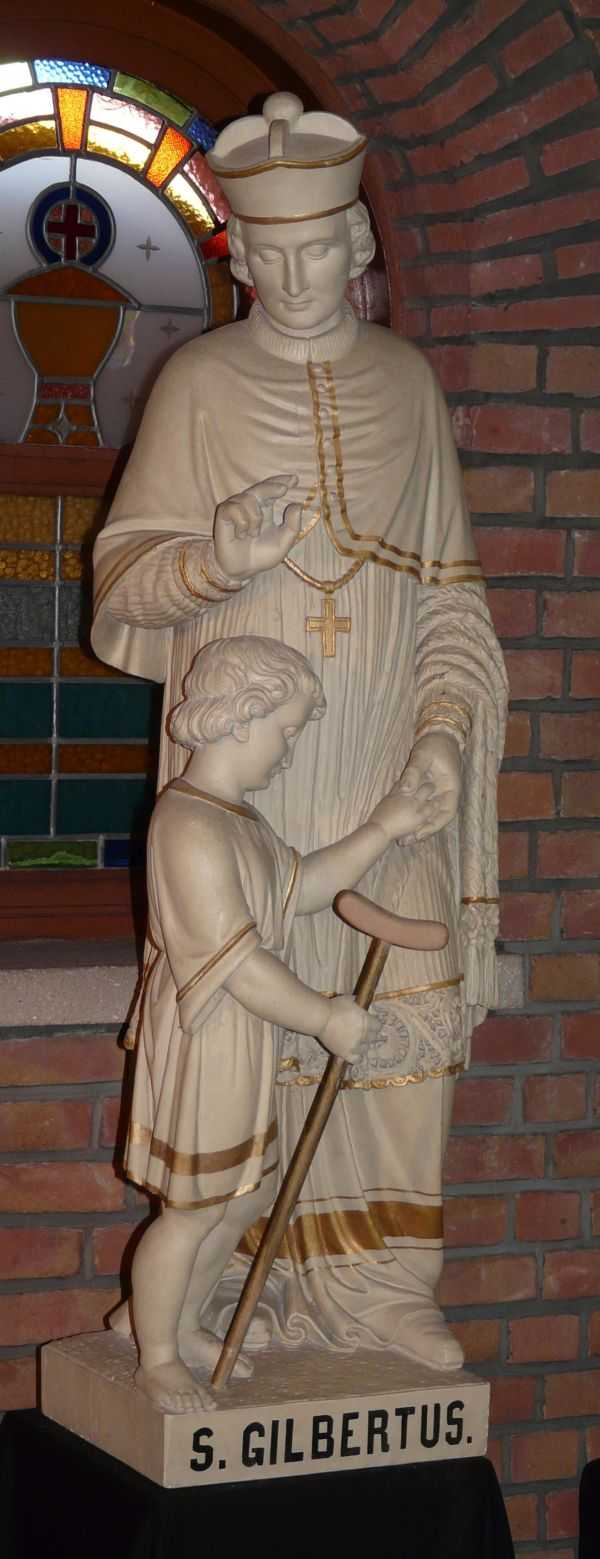
Escultura en Essen (Bélgica),.

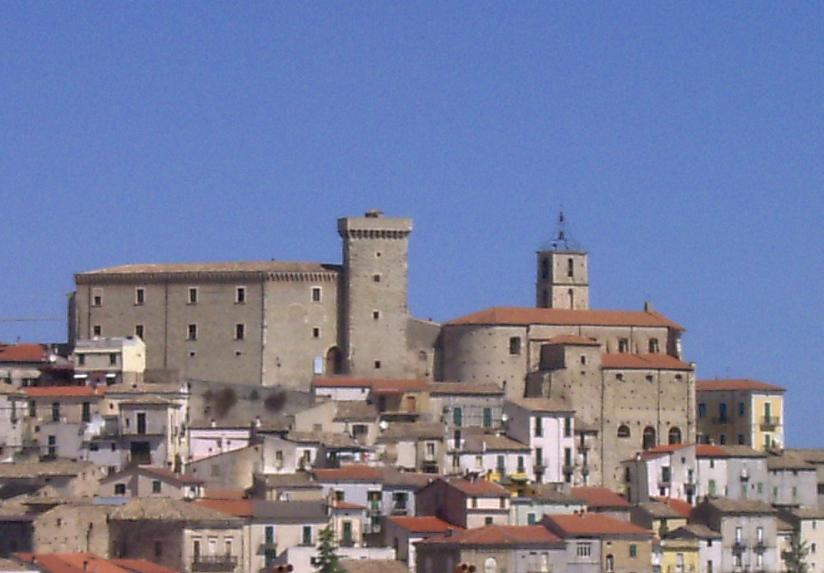
Casoli, cuya iglesia guarda las reliquias del santo.

Gilberto nació en el seno de una familia de origen normando (su padre, Jocelyn, fue uno de los caballeros que acompañaron a Inglaterra a Guillermo el conquistador). Su padre quiso que siguiera la carrera de estudios eclesiásticos, quizás porque una deformidad física lo impediría hacer la militar; fue enviado a Francia para completar sus estudios de teología, en la Abadía de Mont Saint-Michel y la Universidad de París, donde se quedó unos años como profesor. Al volver a Inglaterra, hacia 1120, se dedicó a la enseñanza, fundando una escuela para niños y niñas. Entró al servicio del obispo de Lincoln y recibió las órdenes menores por parte de Robert Bloet y la ordenación sacerdotal de su sucesor Alejandro de Lincoln, que lo nombró penitenciario de la diócesis.
En 1130 su padre murió y Gilberto volvió a Sempringham, donde había heredado las fincas familiares, utilizándolas para su proyecto de fundación de una orden religiosa. Diversas comunidades, 26 conventos, monasterios y misiones habían sido fundadas recientemente, con hombres y mujeres laicos viviendo en comunidad. Hacia 1148, pidió la ayuda de los cistercienses para gestionar y asistir espiritualmente a estas comunidades, pero los monjes de la abadía de Císter no quisieron ir a Inglaterra para ayudarlo, ya que no querían que hubiera mujeres en el seno de la comunidad. Así, Gilberto decidió fundar una orden doble, donde habría monasterios de religiosas de clausura que seguirían la regla de los cistercienses y comunidades masculinas de canónigos regulares, que seguirían la Regla de San Agustín, con el objetivo de llevar la dirección espiritual de la comunidad femenina. Estas dos comunidades, como comunidad doble, conformaron el germen de la Orden de los Gilbertinos, cuyos estatutos fueron aprobados por Eugenio III en 1148 y confirmados por Adriano IV y Alejandro III.
Nuevamente en Francia durante 1147, Gilberto se encontró, en el capítulo general de Cîteaux, con el papa Eugenio III y Bernardo de Claraval, con quien hizo amistad de por vida. A pesar de haber dado apoyo a Tomás Becket en su conflicto con Enrique II de Inglaterra, fue declarado inocente. No quiso, a pesar de haber sido elegido, ser arcediano de la catedral de Lincoln ni arzobispo de York: prefirió entrar como monje en la orden que había fundado, jurando obediencia al superior, Roger, que había sido discípulo suyo. En una revuelta de los hermanos legos de su orden, recibió el apoyo del papa Alejandro III.
Murió anciano y ciego, a los 106 años, en el monasterio de Sempringham. La orden contaba con trece monasterios, nueve de ellas dúplices y cuatro sólo masculinos, con 700 religiosos y 1200 religiosas. Cuando fue suprimido, durante la disolución de los monasterios ordenada por Enrique VIII de Inglaterra en 1538, la orden tenía 26 monasterios.

## Veneración
Fue incluido en el catálogo de santos en Anagni por Inocencio III, el 11 de enero de 1202.
Los últimos monjes gilbertinos, expulsados por Enrique VIII, se refugiaron en Roma, llevando las reliquias del fundador: Pablo IV les concedió el monasterio de San Pancrazio di Roccascalegna y años después el último monje llevó los restos del santo a Altino, donde fue nombrado rector. Al morir éste, el nuevo rector las llevó a su pueblo, Casoli, donde hoy son veneradas y de donde San Gilberto es el santo patrón.